# Шубёнка (село)
Шубёнка — село в Зональном районе Алтайского края России. Административный центр и единственный населённый пункт Шубенского сельсовета.

## История
Шубёнка была основана в 1801 году. В «Списке населённых мест Российской империи» 1868 года издания населённый пункт упомянут как заводская деревня Шубёнка Чарышского участка Бийского округа Томской губернии при речках Чемровке и Шубёнке. В деревне имелось 90 дворов и проживало 555 человек (274 мужчины и 281 женщина). Функционировала почтовая станция.
В 1899 году в селе, относившемуся к Шубинской волости Бийского уезда, имелось 433 двора (428 крестьянских и 5 некрестьянских) и проживало 2809 человек (2240 мужчин и 2291 женщина). Действовали церковь, питейное заведение, хлебозапасный магазин, две маслобойни, мануфактурная лавка, семь мукомольных мельниц, церковно-приходская школа, домашняя школа грамоты, волостное правление и этапное помещение.
По состоянию на 1911 год село Шубенское включало в себя 414 дворов. Население на тот период составляло 3490 человек.
В 1926 году в селе Шубёнка имелось 703 хозяйства и проживало 4250 человек (2034 мужчины и 2216 женщин). Функционировали школа I ступени, изба-читальня, библиотека и лавка общества потребителей. В административном отношении Шубёнка являлась центром сельсовета Бийского района Бийского округа Сибирского края.

## География
Село находится в восточной части Алтайского края, в пределах Бийско-Чумышской возвышенности, на берегах рек Чемровка и Шубинка, на расстоянии примерно 9 километров к востоку от села Зональное, административного центра района. Абсолютная высота — 204 метра над уровнем моря.
Климат умеренный, континентальный. Средняя температура января составляет −18,2 °C, июля — +18,9 °C. Годовое количество атмосферных осадков — 518 мм.

## Население
| 1997  | 1998  | 1999  | 2000  | 2001  | 2002  | 2003  |
| ----- | ----- | ----- | ----- | ----- | ----- | ----- |
| 1194  | ↗1198 | ↘1192 | ↘1184 | ↘1128 | ↗1140 | ↘1110 |
| 2004  | 2005  | 2006  | 2007  | 2008  | 2009  | 2010  |
| ↘1091 | ↗1115 | ↘1108 | ↗1112 | ↘1094 | ↗1117 | ↗1147 |
| 2011  | 2012  | 2013  | 2014  | 2015  | 2016  | 2017  |
| ↗1150 | ↗1195 | ↗1215 | ↗1221 | ↗1229 | ↗1248 | ↗1264 |
| 2018  | 2019  | 2020  | 2021  |       |       |       |
| ↗1277 | ↘1266 | ↗1283 | ↘1248 |       |       |       |

Согласно результатам переписи 2002 года, в национальной структуре населения русские составляли 90 %.

## Инфраструктура
В селе функционируют средняя общеобразовательная школа, детский сад, фельдшерско-акушерский пункт, дом культуры, общественный поселенческий исторический музей имени В. Казанцева, библиотека и отделение Почты России.

## Транспорт
Село доступно по дороге общего пользования регионального значения «Шубенка — Старая Чемровка» (идентификационный номер 01 ОП РЗ 01Н-150) протяженностью 5,284 км